# Apostolepis striata
Apostolepis striata là một loài rắn trong họ Colubridae. Loài này được De Lema mô tả khoa học đầu tiên năm 2004.